# June Lang
June Lang, geboren als Winifred June Vlasek (Minneapolis, 5 mei 1917 — Los Angeles, 16 mei 2005) was een Amerikaans actrice.

## Levensloop en carrière
Lang maakte haar filmdebuut in 1931. In 1935 speelde ze naast Stan Laurel en Oliver Hardy in Bonnie Scotland. Een jaar later speelde ze in de oorlogsfilm The Road to Glory naast Fredric March. In 1937 acteerde ze naast Shirley Temple in Wee Willie Winkie. Na de jaren 30 geraakte haar carrière in het slop, vooral dankzij haar huwelijk met gangster John Roselli. Ondanks dat ze na drie jaar huwelijk van hem scheidde, raakte ze nog moeilijk aan filmrollen.
Lang overleed in 2005 op 88-jarige leeftijd. Ze ligt begraven op Forest Lawn Memorial Park (Hollywood Hills).